# Prem Kumar Kumaravel
Prem Kumar Kumaravel (né le 2 juin 1993, village d'Orthanadu, district de Thanjavur) est un athlète indien, spécialiste du saut en longueur.
Il détient les records nationaux du saut en longueur, dont 8,09 m à New Delhi le 5 août 2013. Il est médaille d'argent lors des Championnats d'Asie 2013. 
Le 18 avril 2015, il saute 8,04 m (+ 1,3 m/s) au Hilmer Lodge Stadium de Walnut.